# Dino Mele
Alfredo Mele, detto Dino (Cava de' Tirreni, 30 maggio 1943 – Napoli, 10 dicembre 2010), è stato un attore italiano.

## Biografia
L'esordio di Mele nel cinema è stato con il film Il mare (1962) diretto da Giuseppe Patroni Griffi con gli attori Umberto Orsini e Françoise Prévost e il suo ritiro con Nel regno di Napoli (1978) diretto da Werner Schroeter con Ida Di Benedetto.

## Filmografia

### Cinema
- Il mare, regia di Giuseppe Patroni Griffi (1963)
- Tre per una rapina, regia di Gianni Bongioanni (1964)
- In ginocchio da te, regia di Ettore Maria Fizzarotti (1964)
- La violenza e l'amore, regia di Adimaro Sala (1965)
- L'or du duc, regia di Jacques Baratier (1965)
- Se non avessi più te, regia di Ettore Maria Fizzarotti (1965)
- Non son degno di te, regia di Ettore Maria Fizzarotti (1965)
- La strega bruciata viva, episodio di Le streghe, regia di Luchino Visconti (1967)
- Assicurasi vergine, regia di Giorgio Bianchi (1967)
- C'era una volta il West, regia di Sergio Leone (1968)
- Plagio, regia di Sergio Capogna (1969)
- Tempo d'immagini, regia di Adimaro Sala (1970)
- Correva l'anno di grazia 1870, regia di Alfredo Giannetti (1972)
- Alla ricerca del piacere, regia di Silvio Amadio (1972)
- La colonna infame, regia di Nelo Risi (1972)
- Viaggia, ragazza, viaggia, hai la musica nelle vene, regia di Pasquale Squitieri (1973)
- Mercoledì delle ceneri, regia di Larry Peerce (1973)
- Identikit, regia di Giuseppe Patroni Griffi (1974)
- Il deserto dei tartari, regia di Valerio Zurlini (1976)
- Il prefetto di ferro, regia di Pasquale Squitieri (1977)
- Nel regno di Napoli, regia di Werner Schroeter (1978)

### Televisione
- Atti degli apostoli (1969)
- I giochi del diavolo (1981)